# Распределённое образование
Распределённое образование — образование, при котором учащийся с помощью компьютерных технологий и средств телекоммуникаций обучается одновременно в разных образовательных учреждениях и (или) у территориально удалённых друг от друга педагогов.
Распределенное образование осуществляется с помощью дистанционных технологий, в том числе и с помощью телекоммуникаций.
В образовательной системе распределённого типа ключевую роль занимает наставник (тьютор) ученика, помогающий ему выстраивать индивидуальную траекторию своего образования.